# Vall de Cardós
Vall de Cardós là một đô thị trong tỉnh Lérida, cộng đồng tự trị Cataluña Tây Ban Nha. Đô thị Vall de Cardós có diện tích là 56,58 ki-lô-mét vuông, dân số năm 2009 là 420 người với mật độ 7,42 người/km². Đô thị Vall de Cardós có cự ly km so với tỉnh lỵ Lérida.